# Дело марксистского кружка из Уфы
Дело марксистского кружка из Уфы (также «дело уфимских марксистов») — это уголовное дело по обвинению депутата Курултая Республики Башкортостан Дмитрия Чувилина и левых активистов Павла Матисова, Рината Буркеева, Юрия Ефимова, Алексея Дмитриева в создании террористического сообщества, участии в нём и попытке насильственного захвата власти. Обвиняемые были задержаны в конце марта 2022 года. Все они являются участниками одного уфимского марксистского кружка, существовавшего с 2016 года.

## Предыстория
Марксистский кружок был создан в Уфе местным врачом-отоларингологом 35-летним Алексеем Дмитриевым в 2016 году. На протяжении шести лет раз в неделю в нём собирались деятели левых политических взглядов, иногда к участию в дебатах присоединялись сторонники Алексея Навального, а также люди правых взглядов, заглядывали туда и либертарианцы. Собрания проходили по средам в музее имени Сталина, расположенном на улице Кузнецова. На регулярной основе кружок посещали 10-20 человек.
По словам одного из активистов, всё помещение было обставлено портретами Сталина, советских генералов, бюстами Ленина и Маркса. По его словам, туда ходили в основном люди пожилого возраста, которые скучно обсуждали термины из области марксизма.
Участники кружка иногда организовали слёты на природе, где пели песни у костра и разговаривали о политике.
Записи собраний кружка Алексей Дмитриев выкладывал на свой YouTube-канал и в группу во ВКонтакте. 
В 2018 году в кружок пришли Ринат Буркеев и Павел Матисов. На следующий год к кружку присоединился мужчина по имени Сергей, чей позывной был «Родник», потом выяснилось, что фамилия его Сапожников, и он из Украины. В дальнейшем стало известно, что все трое новых лиц участвовали в боевых действиях в ДНР в 2014 году. Сапожников воевал в батальонах «Керчь» и «Оплот», Матисов воевал в коммунистической бригаде «Призрак». По словам участников кружка, новоявленные лица стали предлагать его структуризацию, открытие отделений, создание устава. Также предлагалось использование позывных. Эти предложения не понравились многим членам кружка. На одном из слётов, вспоминает один из членов, участники внезапно стали делать построения и кидать страйкбольные гранаты. Встречи участников кружка продолжались, хотя на них стало появляться уже меньше людей.
По словам собеседников издания «Медиазона», в какой-то момент Матисов, Чувилин и Сапожников разругались между собой из-за бизнеса и перестали общаться. Матисов и Сапожников больше не приходили на встречи кружка. Один из членов, пенсионер Юрий Ефимов, тоже перестал посещать их.
В конце марта 2022 года собрания кружка закончились из-за неожиданных арестов его участников. Из протоколов допросов станет понятно, что 28 февраля 2022 года Сапожников дал показания ФСБ на участников кружка. По словам Сапожникова, он вступил в кружок из-за своей «активной социальной позиции», и что вступить его туда пригласил в 2019 году Матисов. Сапожников сообщил, что на квартире Алексея Дмитриева проходили встречи с «проверенными людьми», и на одной из таких встреч ему, Сапожникову, предложили организовать в городе военный гарнизон и стать «военным комендантом Уфы». В показаниях Сапожникова говорится, что члены кружка хотели организовать боевые группы из бывших ополченцев Донбасса, участников ветеранских организаций и работников заводов и во время обострения общественной ситуации в стране, участники кружка собирались захватывать военную технику и нападать на полицейских.  

Следующие показания Сапожников дал 24 марта, на вопрос следователя насколько опасен настрой у членов кружка Сапожников ответил, что их деятельность представляет угрозу общественному правопорядку: 
Очень опасен. Они ждут нестабильной ситуации в стране, чтобы захватить власть, убивать сотрудников полиции, политиков.
На следующий день, утром 25 марта 2022 года, башкирское отделение ФСБ провело обыски у дюжины участников кружка, пятерых из них задержали — Дмитрия Чувилина, Павла Матисова, Рината Буркеева, Юрия Ефимова и Алексея Дмитриева.
Павел Матисов дал признательные показания в том, что на базе марксистского кружка была создана организация с целью получения оружия и нападения на полицейских. От этих показаний он в дальнейшем отказался. Все остальные арестанты изначально отказались признавать вину.
В уголовном деле Сергей Сапожников остаётся свидетелем.

## Уголовное дело
23 марта 2022 года руководителем башкирского управления Следственного комитета России Денисом Чернятьевым было открыто уголовное дело против участников кружка.
25 марта 2022 года в Уфе был задержан депутат Курултая Башкортостана и председатель местной ячейки «Левого фронта» Дмитрий Чувилин. Вскоре были задержаны левые активисты Павел Матисов, Ринат Буркеев, Юрий Ефимов и Алексей Дмитриев. Октябрьский районный суд поместил всех задержанных под стражу в СИЗО до 23 мая того же года. Чувилин в ответ на арест объявил голодовку, которую прекратил через десять дней по просьбе близких.
В мае 2022 года всех задержанных внесли в реестр экстремистов и террористов Росфинмониторинга.
В квартирах задержанных проходили обыски и были найдены травматическое оружие, гранаты РГД-5, коктейли Молотова, экстремистская литература.
В дальнейшем Следственный комитет РФ выдвинул обвинение задержанным по следующим статьям:
- Павел Матисов — приготовление к насильственному захвату власти (часть 1 статьи 30 статьи 278 УК РФ), публичные призывы к осуществлению террористической деятельности с использованием средств массовой информации либо электронных или информационно-телекоммуникационных сетей, в том числе сети «Интернет» (часть 2 статьи 205.2 УК РФ), незаконное приобретение, хранение взрывчатых веществ или взрывных устройств (часть 1 статьи 222.1 УК РФ), приготовление к хищению оружия, комплектующих деталей к нему, боеприпасов, взрывчатых веществ и взрывных устройств (часть 1 статьи 30 пункт «а» часть 4 статьи 226 УК РФ), создание террористического сообщества (часть 1 статьи 205.4 УК РФ), склонение, вербовка или иное вовлечение лица в совершение хотя бы одного из преступлений, предусмотренных ст. ст. 205.2 УК РФ, 278 УК РФ (часть 1 статьи 205.1 УК РФ);
- Алексей Дмитриев, Юрий Ефимов, Дмитрий Чувилин, Ринат Буркеев — приготовление к насильственному захвату власти (часть 1 статьи 30 статьи 278 УК РФ), публичные призывы к осуществлению террористической деятельности с использованием средств массовой информации либо электронных или информационно-телекоммуникационных сетей, в том числе сети «Интернет» (часть 2 статьи 205.2 УК РФ), участие в террористическом сообществе (часть 2 статьи 205.4 УК РФ), прохождение обучения в целях осуществления террористической деятельности (статья 205.3 УК РФ), приготовление к хищению оружия, комплектующих деталей к нему, боеприпасов, взрывчатых веществ и взрывных устройств (часть 1 статьи 30 пункт «а» часть 4 статьи 226 УК РФ);

По версии Следственного комитета РФ Матисов создал террористическое сообщество и привлёк своих знакомых к участию в нём. Участники использовали методы конспирации и готовились совершить вооруженное нападение с целью добыть оружие и взрывчатку для своей деятельности. Следствие полагает, что участники собирались захватить власть и изменить конституционный строй России.
18 января 2023 года стало известно, что Советский районный суд Уфы продлил обвиняемым срок ареста на два месяца — до 23 марта. На тот момент Чувилин находился в СИЗО-1 Уфы.
15 марта 2023 года арестованным членам кружка предъявили окончательное обвинения в покушении на насильственный захват власти, групповом хищении оружия и боеприпасов, публичном оправдании и пропаганде терроризма.
19 октября 2023 года стало известно, что суд над уфимскими марксистами состоится в Екатеринбурге.
5 ноября 2023 года появилась информация, что всех обвиняемых этапировали из Уфы в разные СИЗО Екатеринбурга:
- Дмитрий Чувилин находится в СИЗО-1 по Свердловской области;
- Павел Матисов находится в ПФРСИ при колонии ФКУ ИК-2;
- Ринат Буркеев, Юрий Ефимов и Алексей Дмитриев находятся в СИЗО-5 по Свердловской области.

## Суд
19 октября 2023 года над уфимскими марксистами должен был начаться судебный процесс, однако первое заседание пришлось отложить до 8 декабря из-за того, что обвиняемых не привезли в Екатеринбург.
5 ноября 2023 года обвиняемых привезли в Екатеринбург.
8 декабря 2023 года заседание во второй раз не состоялось, и его отложили до 30 января, в этот раз из-за того, что один из обвиняемых отказался от назначенного адвоката. Алексей Дмитриев объявил, что будет защищать себя сам. Председатель суда Сергей Крамской отказал Дмитриеву в этом решении и дал последнему пять суток на поиск нового адвоката.
30 января 2024 года по делу уфимского марксистского кружка начался судебный процесс. В Центральном окружном военном суде прошёл первый день слушаний, на котором происходили юридические формальности, назначались адвокаты, приобщались ходатайства. Все пятеро на вопрос судьи о том, считают ли они себя виновными, ответили — нет. Дмитрий Чувилин развернул плакат в поддержку Сергея Удальцова.
31 января 2024 года прошёл второй день слушаний.
4 марта 2024 года судебные заседания продолжились. Юрий Ефимов заявил, что всё дело — сфабриковано, а главный свидетель является провокатором. В этот день были просмотрены видеозаписи встреч участников кружка, на них обвиняемые читали работы Антона Макаренко и пели песни про Гражданскую войну. Были оглашены выводы историко-политологического и психолого-лингвистического исследования заявлений обвиняемых на их встречах, в частности, эксперты посчитали, что обвиняемые, находясь под влиянием трудов Ленина, призывали к социалистической революции путём насильственного свержения власти. Алексей Дмитриев ответил на это, что по Ленину, революция делается не заговорщиками, а происходит из-за сложившихся исторических обстоятельств. Также стало известно, что наружная съемка, которая велась за марксистами, зафиксировала сцены обучения владения оружием. Обвиняемые на это сказали, что предметы на видеосъёмке не являются оружием. Дмитрий Чувилин назвал свидетеля по делу Сергея Сапожникова фашистом, а само дело сравнил с процессом над коммунистами в Германии в 1933 году.
29 мая 2024 года на суде были просмотрены аудио и видеозаписи встреч участников кружка. На одной аудиозаписи декларировалось, что «наша цель — восстановление Советской власти», там же говорилось о необходимости провести учебно-тренировочный сбор, о мишенях, стрельбах. На другой аудиозаписи один из участников говорит, что надо организовать «общевойсковую подготовку». Дмитрий Чувилин заявил, что на записи про общевойсковую подготовку говорит Сергей Сапожников, и что на записи видно, что никто его предложение не поддерживает и на него просто не обращают внимание.
5 сентября 2024 года были заслушаны аудиозаписи телефонных разговоров обвиняемых — обвиняемые некоторое время были в разработке органов безопасности и их разговоры прослушивались. Судьи хотели узнать зачем на своём турслёте обвиняемые делали доклады по диалектике и обсуждали марксизм. Алексей Дмитриев ответил, что всё, что они делали, было для развития людей.

## Экспертиза
Кандидат филологических наук Елена Кислова, кандидат психологических наук Ирина Нурмухаметова и кандидат исторических наук Эмиль Рахимов провели экспертизу материалов, которые распространяли арестованные члены уфимского кружка, и в которых, по версии следствия, есть призывы к захвату власти. Кислова и Нурмухаметова в основном анализировали высказывания обвиняемых и пришли к выводу, что участники планировали захватить власть. Рахимов анализировал идеи обвиняемых и обратился к тем у кого члены кружка черпали вдохновение – Карлу Марксу, Фридриху Энгельсу и Владимиру Ленину. По словам Рахимова, члены кружка приняли «ленинскую концепцию революции» с её вооруженном восстанием масс, которая на практике бы означала насильственное изменение конституционного строя России.

## Реакция
Левый политик и координатор «Левого фронта» Сергей Удальцов выступил в поддержку арестованных членов марксистского кружка из Уфы и публиковал посты в их защиту в Telegram. В 2023 году из-за этого он был обвинён в оправдании терроризма (статья 205.2 УК РФ) и затем отправлен в СИЗО.